# Посев (спорт)
Посе́в (се́яние) — назначение участникам или командам, принимающим участие спортивном турнире, номера в предварительном рейтинге в рамках жеребьёвки. Обычно посев предназначен для разведения наиболее сильных соперников в сетке соревнований «подальше», чтобы они не могли проиграть друг другу на ранних этапах соревнования. Этот термин впервые был использован в теннисе и основан на идее выкладки турнирной лестницы путём размещения листков бумаги с именами игроков на них, наподобие того, как семена или саженцы расположены в саду: маленькие растения впереди, большие позади.

## В теннисе и настольном теннисе
В крупных турнирах по теннису и настольному теннису обычно в сетку соревнований помещают 8, 16 или 32 так называемых сеянных спортсмена или командные пары с наиболее высокими рейтингами таким образом, чтобы создать подсетки с одинаковым количеством соперников, в каждой из которых есть в точности по одному сеянному.

## В футболе
В отборочных турнирах и на относительно начальных стадиях крупных турниров команды распределяют по так называемым корзинам согласно рейтингам: в первую корзину попадают команды с более высокими рейтингами, вплоть до последней корзины с командами низких рейтингов. Иногда действуют некоторые исключения. Например, на чемпионатах мира команду страны-хозяйки или в Лиге чемпионов УЕФА победителя предыдущего розыгрыша помещают в первую корзину при любом рейтинге. Команды из первой козины называют «матками» групп.